# Castillo de Nalda
El castillo de Nalda es una edificación medieval situada en la localidad de Nalda, La Rioja (España). 

## Historia
Las primeras noticias que hacen referencia al castillo de Nalda datan del año 1299, cuando Juan Núñez II de Lara es hecho prisionero en él, tras haber atacado las tierras del obispado de Calahorra y haber sido derrotado. No obstante, su origen pudiera ser anterior, dado que presenta restos del siglo XII, momento en el que los tanto el castillo de Viguera como el de Clavijo se encontraban en declive dada su situación estratégica en el trazado del sistema defensivo formado por las fortalezas del valle del Iregua frente al dominio musulmán. 
En el siglo XIV su destino se ligó al de la familia Ramírez de Arellano convirtiéndose en el centro de poder de un vasto territorio, el Señorío de Cameros, que se extendía desde el norte de la contemporánea provincia de Soria hasta el valle del Ebro, siglo en el que Juan Ramírez de Arellano amplió la torre del homenaje y estableció un nuevo perímetro de muralla
La tradición afirma que en él estuvo guardado duránte décadas el puñal con el que Enrique mató a su hermano Pedro I de Castilla tras la batalla de Montiel.
Entró en decadecia a mediados del siglo XVI hasta que el conde de Aguilar, Juan Domingo Ramírez de Arellano, se instala en él en 1652, momento a partir del que se empleó como infraestructura administrativa. Su desaparición llegó con la abolición de los señoríos a comienzos del siglo XIX; se usó como cantera, sus materiales se expoliaron y los escombros acabaron por ocultar la antigua fortaleza. No obstante sufrió los mayores daños en la Guerra de la Independencia, momento el que las cuatro culebrinas que aún se conservaban fueron llevadas a Logroño para ayudar en la defensa de la ciudad contra los franceses. Finalmente, el cerro fue acondicionado como era de trilla y en él se excavaron pequeñas bodegas de vino familiares.
En el año 2012 el Ayuntamiento de Nalda e Islallana propuso adecuar como mirador lo que hasta entonces era tan solo el cerro del castillo. Su topónimo y los escasos restos de estructuras visibles en él, hacían recomendable una intervención arqueológica que descubrió varios restos, y a partir de la cual se inició el proyecto de excavación, estudio y rehabilitación de la antigua fortaleza.